# Апробація польова
Апроба́ція польова́ — метод польової оцінки сортових посівів сільськогосподарських культур з метою встановлення придатності врожаю насіння для посіву. При А. п. агроном-апробатор визначає відсоток рослин, які за морфол. і біол. ознаками належать до даного сорту, ураженість рослин хворобами, забур'яненість, домішку культурних рослин, а також перевіряє виконання правил насінництва. Для сортової насінної кукурудзи обов'язковою є ще й амбарна апробація. На посіви, визнані за сортові, видається господарству акт апробації. Крім польових культур, методом апробації польової оцінюються також овочеві, плодові та ягідні культури.
В УРСР сортова оцінка методом А. п. провадиться з 1924.